# Хисар (село)
Хисар (болг. Хисар) — село в Болгарии. Находится в Кырджалийской области, входит в общину Крумовград. Население составляет 23 человека.

## Политическая ситуация
В местном кметстве Джанка, в состав которого входит Хисар, должность кмета (старосты) исполняет Хатидже Мехмед Мустафа (Движение за права и свободы (ДПС)) по результатам выборов правления кметства.
Кмет (мэр) общины Крумовград — Себихан Керим Мехмед (Движение за права и свободы (ДПС)) по результатам выборов в правление общины.